# Gustav L. Baden
Gustav Ludwig Baden (* 29. Februar 1764 in Altona; † 25. August 1840 in Kopenhagen) war ein dänischer Historiker und Notar.

## Leben
Gustav Ludwig Baden, der Sohn des Professors Jacob Baden, studierte an der Universität Kopenhagen Rechtswissenschaft und wurde 1786 zum Prokurator beider Rechte ernannt und 1793 an der Universität Kiel zum Doktor der Rechte promoviert. 1794 wurde er Bürgermeister in Nakskov, 1795 Oberrichter auf Lolland und Falster, 1800 Bezirksvogt in Bjerge, Aasum und Fyn, 1816 Ratsschreiber und Notarius Publicus in Odense, 1818 im Kreis Hirschholm. Von 1820 bis 1822 unternahm er Bildungsreisen in Hamburg und Christiania, auf denen er historische Forschungen anstellte. Auf eigenen Wunsch wurde er am 23. März 1823 seiner Ämter entbunden und lebte fortan als Privatgelehrter in Kopenhagen.
Baden ist Verfasser zahlreicher juristischer Schriften; bekannter sind jedoch seine Studien zur dänischen Kulturgeschichte. Seine Danmargs Riges Historie wurde viele Male nachgedruckt und 1799 von Ludolph Hermann Tobiesen ins Deutsche übersetzt (Geschichte des Dänischen Reiches).